# Skurcz dodatkowy
Skurcz dodatkowy – przedwcześnie występujące uderzenie serca (stąd angielski termin „przedwczesne bicie” („premature beat” – PMB) dla dodatkowego skurczu), które występuje poza fizjologicznym rytmem serca. Jako zaburzenie tworzenia bodźców jest to jedno z najczęstszych zaburzeń rytmu serca.
Rzeczywisty rytm może pozostać niezmieniony lub zostać przesunięty. Większość skurczów dodatkowych nie powstaje w fizjologicznym ośrodku rozrusznika (węzeł zatokowy), ale w ektopowych ośrodkach pobudzenia, tzw. ogniskach ektopowych (od starożytnej greki ektós „na zewnątrz” i τόπος, tόpos „miejsce”) – w przedsionku, żyłach uchodzących do przedsionków, węźle przedsionkowo-komorowym, a także w komorach poniżej rozgałęzienia pęczka Hisa. Mogą występować jako pobudzenia pojedyncze lub formy złożone. Częstość występowania dodatkowych skurczów komorowych (ESV) i nadkomorowych (ESSV) wzrasta wraz z wiekiem, przy czym częstość ich występowania szacuje się na ponad 50% populacji. U zdrowych formy złożone (takie jak bigeminia, trigeminia i częstoskurcze) występują rzadko. W przypadku towarzyszących chorób serca zarówno skurcze dodatkowe nadkomorowe (pochodzące z przedsionków i dlatego uważane za „niewinne”), jak i dodatkowe skurcze komorowe (pochodzące z komór, a zatem budzące większe obawy) mogą stać się „wyzwalaczami”, tj. inicjatorami bardziej złożonych arytmii, np.: dłuższe częstoskurcze. Ich występowanie powoduje zatem zaburzenia rytmu pracy serca. Osoba dotknięta chorobą często odczuwa to jako kołatanie serca, uczucie dławienia, nagły kaszel. Dodatkowe skurcze występują nie tylko w chorobach serca, ale można je również zauważyć u zdrowych osób. Czasami jednak mogą wskazywać na poważną chorobę serca.
W zależności od tego, gdzie występuje w sercu, rozróżnia się dodatkowe skurcze komorowe (VES, pochodzące z jednej z komór serca) i dodatkowe skurcze nadkomorowe (SVES, pochodzące głównie z jednego z przedsionków).

## Rodzaje skurczów
- Skurcze dodatkowe nadkomorowe (arytmia nadkomorowa) – występują u osób zdrowych (do około 200 na dobę). Ich liczba wzrasta z wiekiem (nawet do 1000 dodatkowych pobudzeń na dobę u osób po 60. roku życia). Mogą być także objawem choroby serca i zapowiedzią innej tachyarytmii – np. migotania przedsionków. Na ogół dodatkowe skurcze serca nadkomorowe nie wywołują żadnych objawów i często występują przejściowo.

- Skurcze dodatkowe komorowe (arytmia komorowa) – powstają w ogniskach znajdujących się poniżej pęczka Hisa, który jest częścią układu bodźcoprzewodzącego serca. Ich obraz kliniczny jest różnorodny – pojedyncze skurcze dodatkowe komorowe najczęściej przebiegają bezobjawowo. Duża ilość pobudzeń komorowych oraz występowanie form złożonych znacznie zaburza fizjologiczny rytm serca, co może być przyczyną np. znacznego ograniczenia tolerancji wysiłku u osób z wcześniej istniejącą niewydolnością serca, np. w chorobie niedokrwiennej serca.

## Przyczyny
Dodatkowe skurcze często występują u zdrowych osób. Czynnikami wyzwalającymi mogą być podniecenie, zmęczenie, zwiększona aktywność autonomicznego układu nerwowego, używki takie jak alkohol, nikotyna czy kofeina (mimo ogólnego przeświadczenia o szkodliwości kawy i herbaty w zaburzeniach rytmu serca brak jest podstaw naukowych), odwodnienie lub porażenie prądem elektrycznym. Istnieją jednak również organiczne choroby serca jako wyzwalacz, zwłaszcza choroba niedokrwienna serca, ale także kardiomiopatie, zapalenie mięśnia sercowego, nadciśnienie tętnicze i płucne. Także przyczyny pozasercowe mogą prowadzić do dodatkowych skurczów. Należą do nich nadmiar hormonów tarczycy (nadczynność tarczycy), różne leki, zaburzenia równowagi elektrolitowej, np.: hipokaliemia, hipomagnezemia, blokady w odcinku piersiowym kręgosłupa, czy zespół Roemhelda.

## Rozpoznanie
- badanie lekarskie i zapis ekg z uwzględnieniem wieku pacjenta, rodzaju jego aktywności życiowej i ogólnego stanu zdrowia
- 24 h zapis EKG metodą Holtera
- zewnętrzne rejestratory zdarzeń (ELR – external loop recorders)
- podstawowe badania laboratoryjne (obraz krwi, elektrolity, czynność tarczycy)
- badanie elektrofizjologiczne serca (EPS – electrophysiological study)
- ważnym aspektem leczenia i diagnostyki chorego z PMB jest ocena zagrożeń dla pacjenta wynikających z obecności arytmii oraz jej wpływu na komfort życia. Ocena ryzyka związanego z PMB w głównej mierze opiera się na wywiadzie klinicznym oraz ilościowej i jakościowej formie PMB[7]

## Leczenie
- dodatkowe skurcze serca, szczególnie pochodzenia nadkomorowego, bezobjawowe, nie wymagają specyficznego leczenia. W przypadku, gdy objawy wynikające z obecności dodatkowych skurczów serca są dokuczliwe dla pacjentów, należy w pierwszej kolejności ograniczyć wpływ na układ krążenia używek mogących sprzyjać występowaniu arytmii i zmienić tryb życia
- wykluczyć jako przyczynę zaburzenia elektrolitowe lub hormonalne (np. nadczynność tarczycy).
- jeśli objawy skurczów dodatkowych serca są uciążliwe, a dodatkowe skurcze liczne, warto rozważyć wdrożenie leczenia farmakologicznego – zastosowanie znajdują tu np. beta-blokery
- w arytmiach komorowych (zwłaszcza przy występowaniu form złożonych pobudzeń) należy wykonać diagnostykę kardiologiczną wykluczającą chorobę organiczną serca
- w przypadku jej potwierdzenia (np. niewydolności serca, choroby wieńcowej) należy przede wszystkim leczyć chorobę podstawową
- jeżeli nie znamy przyczyny arytmii, a jest ona bezobjawowa, skurcze dodatkowe nie są liczne i nie tworzą form złożonych, możliwe jest pozostawienie jej bez leczenia[5]
- w innych przypadkach stosuje się leki antyarytmiczne lub kardiowertery-defibrylatory, mające na celu przerwanie napadu częstoskurczu komorowego[5]

Decyzję o poszerzeniu diagnostyki i ewentualnym wdrożeniu leczenia lekarz podejmuje indywidualnie dla każdego chorego, uwzględniając całokształt obrazu, w tym objawy, wiek i chorobowe obciążenia, gdyż w części przypadków dodatkowe skurcze serca mogą być traktowane jako wariant normy, w innych zaś jako manifestacja poważnej choroby.

## Klasyfikacja ICD10
| kod ICD10     | nazwa choroby                                                            |
| ------------- | ------------------------------------------------------------------------ |
| ICD-10: I49   | Skurcz dodatkowy serca                                                   |
| ICD-10: I49   | Inne zaburzenia rytmu serca                                              |
| ICD-10: I49.1 | Przedwczesna depolaryzacja przedsionkowa (pobudzenie przedsionkowe)      |
| ICD-10: I49.2 | Przedwczesna depolaryzacja (pobudzenie) z łącza przedsionkowo-komorowego |
| ICD-10: I49.3 | Przedwczesna depolaryzacja (pobudzenie) komór                            |